# Bidigești
Bidigești – wieś w Rumunii, w okręgu Alba, w gminie Ciuruleasa. W 2011 roku liczyła 32 mieszkańców.